# Poesias para Gael
Poesias Para Gael é um filme de drama brasileiro de 2020, dirigido por Victor Neves. Com temática LGBTQ+, o filme foi transmitido pela Cine Brasil TV e lançado inteiramente no YouTube, onde alcançou a marca de mais de 5 milhões de visualizações.
A trama gira em torno do romance entre Gael e Hugo, interpretados por Victor Neves e Flávio Leimig, respectivamente. Conta ainda com Natalie Smith, Rafael Sun, Duda Wendling nos demais papeis centrais e foi produzido pela produtora carioca Telemilênio.

## Sinopse
A trama se passa na cidade de Nova Friburgo, interior do Rio de Janeiro. Gael é um tímido e reprimido, por conta de sua sexualidade, gay não assumido, seu pai e mãe não aceitam a maneiro como ele se comporta e taxado de estranho. Desde de criança sofrendo bullyng, na adolescência os ataques ficam piores e ele acaba sendo vítima de um plano maldoso de seus colegas Eline e Hugo, dai para frente sua vida muda completamente.  

## Elenco
- Flavio Leimig como Hugo [5]
- Natalie Smith como Eline
- Victor Neves como Gael
- Allexandre Colmann (Gael)
- Rafael Sun (Hugo)
- Duda Wendling (Eline)
- Luciano Santos como Renato
- Cris Oliveira como Virginia
- Magda Resende como Helena

## Prêmios e indicações
| Ano  | Prêmio       | Categoria                                 | Trabalho                     | Resultado | Ref. |
| ---- | ------------ | ----------------------------------------- | ---------------------------- | --------- | ---- |
| 2021 | Lima Webfest | Incentive to Brazilian Digital Production | Poesias Para Gael            | Indicado  |      |
| 2021 | Rio Webfest  | Incentive to Brazilian Digital Production | Namorando a Sogra (Spin Off) |           |      |